# Simone Buti
Pour les articles homonymes, voir Buti (homonymie).
Simone Buti (né le 12 septembre 1983 à Fucecchio) est un joueur italien de volley-ball. Il mesure 2,08 m et joue central. Il totalise 58 sélections en équipe d'Italie.

## Clubs
| Club                 | De        | À         |
| -------------------- | --------- | --------- |
| Pallavolo Livourne   | 2003-2004 | 2003-2004 |
| Adriavolley Trieste  | 2004-2005 | 2004-2005 |
| Pallavolo Mantoue    | 2005-2006 | 2005-2006 |
| Gabeca Pallavolo Spa | 2006-2007 | 2006-2007 |
| Blu Volley Vérone    | 2007-2008 | 2007-2008 |
| Pallavolo Pineto     | 2008-2009 | 2008-2009 |
| Gabeca Pallavolo Spa | 2009-2010 | 2011-2012 |
| Callipo Sport        | 2012-2013 | 2012-2013 |
| Sir Safety Pérouse   | 2013-2014 | ...       |

## Palmarès
- Championnat d'Europe
  - Finaliste : 2011
- Championnat d'Italie
  - Finaliste : 2014
- Coupe d'Italie
  - Finaliste : 2014